# Кинтерос, Густаво
Густаво Доминго Кинтерос Десабато (исп. Gustavo Domingo Quinteros Desábato; род. 15 февраля 1965[…], Санта-Фе) — аргентино-боливийский футболист, игравший на позиции защитника. После окончания карьеры игрока стал тренером.

## Клубная карьера
За свою карьеру профессионального футболиста (с 1987-го по 1998 год) Кинтерос успел поиграть за аргентинские клубы «Тальерес» из Ремедиос-де-Эскалады, «Сан-Лоренсо», «Архентинос Хуниорс» и боливийские команды «Университарио» из Сукре, «Стронгест» и «Сан-Хосе Оруро».

## Выступления за сборную
За сборную Боливии Кинтерос провёл 26 матчей и забил 1 гол, включая и 2 встречи на чемпионате мира 1994. Свой единственный мяч за национальную команду Кинтерос забил в товарищеской победной (3:1) игре против сборной Гондураса 29 января 1993 года, когда он открыл счёт в поединке на стадионе «Феликс Каприлес» (Кочабамба).

## Тренерская карьера
После завершения карьеры футболиста Кинтерос начал работать тренером в юношеской академии аргентинского клуба «Сан-Лоренсо». В 2003 году он некоторое время выполнял функции главного тренера «Сан-Лоренсо».
В 2005 году он переезжает в Боливию, чтобы возглавить местный «Блуминг», который он смог привести к чемпионскому титулу в первом же сезоне. Этот успех стал причиной приглашения его стать главным тренером аргентинской команды «Сан-Мартин» из Сан-Хуана, выступавшей тогда во втором дивизионе Аргентины, и которая по итогам того сезона получила путёвку в элитный дивизион.
В 2007 году он возвращается в «Блуминг», команду, в которой он сделал свою тренерскую репутацию и завоевал любовь болельщиков. В январе 2009 года, когда истёк срок его контракта, Кинтерос переходит на работу в клуб «Боливар», который приводит к победе в Апертуре 2009. Из-за некоторых разногласий с президентом Кинтерос покинул клуб в конце года.
В январе 2010 года он возглавил «Ориенте Петролеро», который под его руководством победил в Клаусуре 2010. 5 ноября 2010 года Кинтерос был назначен главным тренером сборной Боливии. 3 июля 2012 года Кинтерос представил своё письмо об отставке и созвал пресс-конференцию, чтобы объявить о своём скором уходе из сборной.
9 июля 2012 года Кинтерос был официально представлен в качестве нового главного тренера эквадорского клуба «Эмелек». 14 сентября 2017 года был уволен из сборной Эквадора из-за слабых результатов в квалификации ЧМ-2018.